# Јосип Ђерђа (кошаркаш)
Јосип Ђерђа (или Ђузепе Ђерђа/Giuseppe Pino Gjergja; Задар, 24. новембар 1937) бивши је југословенски и хрватски кошаркаш. Након завршетка играчке каријере радио је као кошаркашки тренер и био селектор репрезентације Југославије и Хрватске.

## Каријера

### Играч
Ђерђа је носио дрес екипе КК Задар на 18 узастопних сезона и тако постао једна од легенди клуба, поред Крешимира Ћосића. Био је троструки шампион кошаркашке лиге Југославије, од 1965. до 1968. године, а освојио је касније још два шампионата Југославије, 1974. и 1975. године. Освојио је један Куп Југославије 1970. године.
Играо је за кошаркашку репрезентацију Југославије. Са југословенском репрезентацијом је освојио две сребрне медаље на Светским првенствима, 1963. и 1967. године, као и сребрну медаљу на Европском првенству 1965. Учествовао је два пута на Летњим олимпијским играма, 1960. и 1964. године.

### Тренер
Тренирао је неколико клубова током каријере, грчку екипу ПАОК из Солуна и Задар. Био је селектор Југославије на Европском првенству 1983. године у Француској када су плави заузели седмо место. Као селектор водио је сениорску репрезентацију Хрватске до бронзане медаље на Светском првенству 1994. године. Тренирао је екипу Приштине током 2003. године.

### Остало
Добитник је награде за спорт „Фрањо Бучар” за животно дело 2014. године. Општински суд у Задру га је у фебруару 2021. осудио на две године затвора, јер је као директор КК Задра оштетио државни буџет Хрватске за око 700 хиљада евра.

## Клупски трофеји
- Првенство Југославије (5): 1965, 1967, 1968, 1974, 1975.
- Куп Југославије (1): 1970.